# Dvojec s krmarjem
Dvojec s krmarjem je v veslanju izraz za čoln, v katerem sta dva veslača, ki poganjata čoln vsak s svojim veslom, ki ga držita z obema rokama eden na levi, drugi pa na desni strani čolna. Izraz pove tudi, da je v takem čolnu tretji član posadke, imenovan krmar, ki s krmilom usmerja čoln. 
Krmar vedno gleda v smeri vožnje, lahko pa sedi na krmi za obema veslačema ali v novejših čolnih leži v premcu čolna pred veslačema. 
Minimalna teža krmarja mora biti 55 kg. 
Dvojec s krmarjem je ena najtežjih disciplin v veslanju, zato jo zadnje čase jo marsikje opuščajo; tudi v Sloveniji ni posadk v tej disciplini.
Do leta 1992 je bil dvojec s krmarjem ena od olimpijskih disciplin, po tem letu pa je ni več na sporedu. V tej disciplini se še vedno tekmuje na svetovnih prvenstvih.